# Дарденн-Прері (Міссурі)
Дарденн-Прері (англ. Dardenne Prairie) — місто (англ. city) в США, в окрузі Сент-Чарлз штату Міссурі. Населення — 12 743 особи (2020).

## Географія
Дарденн-Прері розташований за координатами 38°45′18″ пн. ш. 90°43′51″ зх. д. / 38.75500° пн. ш. 90.73083° зх. д. (38.754977, -90.730796).  За даними Бюро перепису населення США в 2010 році місто мало площу 12,75 км², уся площа — суходіл. В 2017 році площа становила 13,40 км², уся площа — суходіл.

## Демографія
Згідно з переписом 2010 року, у місті мешкали 11 494 особи в 3670 домогосподарствах у складі 3208 родин. Густота населення становила 902 особи/км².  Було 3768 помешкань (296/км²).
Расовий склад населення:
| - 90,7 % — білих - 3,5 % — чорних або афроамериканців - 3,5 % — азіатів - 0,1 % — корінних американців |

До двох чи більше рас належало 1,6 %. Частка іспаномовних становила 2,0 % від усіх жителів.
За віковим діапазоном населення розподілялося таким чином: 33,3 % — особи молодші 18 років, 57,1 % — особи у віці 18—64 років, 9,6 % — особи у віці 65 років та старші. Медіана віку мешканця становила 38,0 року. На 100 осіб жіночої статі у місті припадало 95,9 чоловіків;  на 100 жінок у віці від 18 років та старших — 94,8 чоловіків також старших 18 років.
Середній дохід на одне домашнє господарство  становив 130 230 доларів США (медіана — 118 341), а середній дохід на одну сім'ю — 137 065 доларів (медіана — 123 005). Медіана доходів становила 88 878 доларів для чоловіків та 49 602 долари для жінок. За межею бідності перебувало 1,2 % осіб, у тому числі 0,0 % дітей у віці до 18 років та 2,1 % осіб у віці 65 років та старших.
Цивільне працевлаштоване населення становило 6484 особи. Основні галузі зайнятості: освіта, охорона здоров'я та соціальна допомога — 20,5 %, фінанси, страхування та нерухомість — 13,9 %, виробництво — 12,9 %, роздрібна торгівля — 12,2 %.